# Apeira flavescens
Apeira flavescens là một loài bướm đêm trong họ Geometridae.